# Hans Georg Majer
Hans Georg Majer (* 1937 in Stuttgart) ist ein deutscher Turkologe und Osmanist.

## Leben
Hans Georg Majer wurde 1978 an der Universität München bei Hans-Joachim Kißling mit der Dissertation Zu Uşakîzade, seiner Familie und seinem Zeyl-i Şakayik promoviert. Von 1981 bis zu seinem Ruhestand 2002 lehrte er dort auf dem Lehrstuhl für Geschichte und Kultur des Nahen Orients und Turkologie.
1993 wurde er zum ordentlichen Mitglied der Academia Europaea gewählt.

## Schriften (Auswahl)
- Vorstudien zur Geschichte der İlmiye im Osmanischen Reich. Band 1:  Zu Uşakîzade, seiner Familie und seinem Zeyl-ı Şakayik. München 1978, ISBN 3-87828-125-0 (Dissertation).

Herausgeber
- Osmanistische Studien zur Wirtschafts- und Sozialgeschichte. In memoriam Vančo Boškov. Wiesbaden 1986, ISBN 3-447-02652-9.
- Die Staaten Südosteuropas und die Osmanen. Hans Hartl zum 75. Geburtstag. Südosteuropa-Gesellschaft, München 1989, ISBN 3-925450-09-2.
- mit Raoul Motika: Türkische Wirtschafts- und Sozialgeschichte (1071–1920). Akten des IV. internationalen Kongresses, München 1986. Wiesbaden 1995, ISBN 3-447-03683-4.